# 大王吃小鬼棋
大王吃小鬼棋，當地稱大王吃小鬼，是閩南的兩人傳統棋類，吃法類似割豆腐棋等遊戲，勝利為象棋類遊戲。

## 棋具
- 棋盤為四路縱橫交叉，上下兩對邊的中間格稱為中宮，共十八個棋點
  - 中宮各劃兩對角線，其交叉稱為王座。
- 每方棋子兩種：大王各一枚，小鬼各八枚。

## 規則
- 初始佈置，各據上下棋盤一半，大王擺於王座。
- 每方輪流動一己棋。
  - 斜吃：
    - 所有棋子可斜移一格至敵棋處，並將該子移除，不得有子抵擋。
    - 在王座的大王還可斜移半格至敵棋處，並將該子移除。

  - 鄰移：所有棋子可正向移動一格至空鄰點。

- 大王不能離開中宮。
- 小鬼無法進入王座。

- 以消滅敵方大王獲勝。